# Stettins voetbalkampioenschap 1908/09
In 1908 en 1909 werd het derde Stettins voetbalkampioenschap gespeeld, georganiseerd door de Pommerse voetbalbond. Officieel speelde de competitie onder de noemer Verband Berliner Ballspielverein - Ostgruppe Stettin, omdat de Pommerse voetbalbond onderdeel geworden was van de Berlijnse voetbalbond. De competitie werd gewonnen door Stettiner FC Titania, maar het Pommers kampioenschap gaf geen recht op deelname aan verdere regionale eindrondes. De kampioen mocht het wel nog opnemen tegen de kampioen van de Berlijnse tweede klasse. Hier verloor Titania met 2-3 van BuCC Rapide 93.

## Eindstand
| Plaats | Club                      | Wed. | W | G | V | Saldo | Ptn |
| ------ | ------------------------- | ---- | - | - | - | ----- | --- |
| 1.     | Stettiner FC Titania 1902 | 8    | 5 | 2 | 1 | 30:11 | 12  |
| 2.     | FC Blücher 1904 Stettin   | 8    | 4 | 2 | 2 | 32:15 | 10  |
| 3.     | Stettiner SC Preußen 1901 | 8    | 5 | 0 | 3 | 21:16 | 10  |
| 4.     | Stettiner SVgg 1905       | 8    | 3 | 2 | 3 | 20:24 | 8   |
| 5.     | Stettiner FC Union        | 8    | 0 | 0 | 8 | 0:37  | 0   |

|  | Kampioen |